# Leptotyphlops telloi
Leptotyphlops telloi — вид змій родини струнких сліпунів (Leptotyphlopidae). Мешкає в Південній Африці.

## Поширення і екологія
Leptotyphlops telloi мешкають в горах Лубомбо на кордоні Есватіні і Мозамбіку, ймовірно, також в Південно-Африканській Республіці. Вони живуть в гірських саванах, на висоті від 125 до 700 м над рівнем моря.